# Rojé Stona
Rojé Stona (født 26. februar 1999 i Montego Bay, Jamaica) er en jamaicansk diskoskaster.
Ved sommer-OL 2024 forbedrede Stona sin personlige rekord med 95 centimeter, da han kastede 70.00 meter, slog den olympiske rekord og vandt det olympiske guld.